# Mihail Titow
Mihail Titow (tiếng Nga: Михаил Титов; sinh ngày 18 tháng 10 năm 1997) là một cầu thủ bóng đá chuyên nghiệp người Turkmenistan hiện tại đang thi đấu ở vị trí tiền đạo cho câu lạc bộ Altyn Asyr và Đội tuyển bóng đá quốc gia Turkmenistan.

## Sự nghiệp thi đấu quốc tế

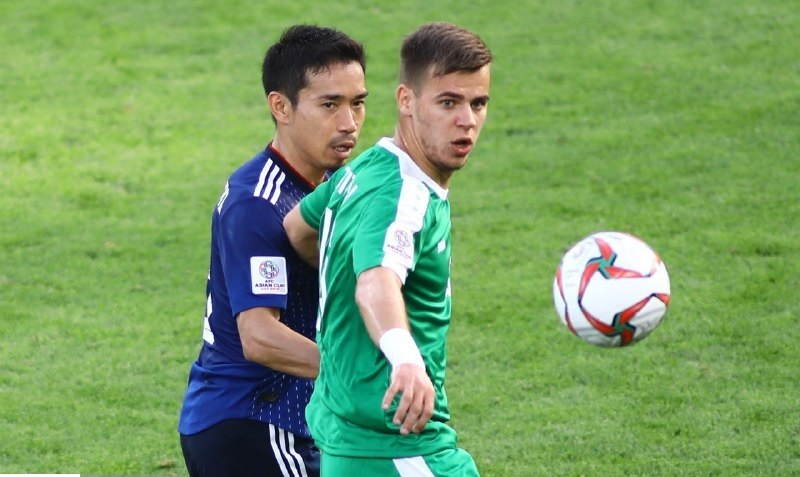
Titow với Nagatomo Yūto

Titow có tên trong danh sách tham dự Cúp bóng đá châu Á 2019 tại Các Tiểu vương quốc Ả Rập Thống nhất của Turkmenistan. Anh ra mắt quốc tế cho đội tuyển quốc gia nước này, trong trận thua 3-2 trước Nhật Bản vào ngày 9 tháng 1 năm 2019, ở vòng bảng.

## Thống kê sự nghiệp

### Quốc tế
Tính đến 27 tháng 5 năm 2022
| Turkmenistan | Turkmenistan | Turkmenistan |
| Năm          | Trận         | Bàn thắng    |
| ------------ | ------------ | ------------ |
| 2019         | 7            | 1            |
| 2022         | 1            | 0            |
| Tổng cộng    | 8            | 1            |

## Bàn thắng quốc tế
Tỷ số và kết quả liệt kê bàn thắng đầu tiên của Turkmenistan, cột điểm cho biết điểm số sau mỗi bàn thắng của Titow.
| #  | Thời gian           | Địa điểm                                      | Đối thủ           | Ghi bàn | Kết quả | Giải đấu                                     |
| -- | ------------------- | --------------------------------------------- | ----------------- | ------- | ------- | -------------------------------------------- |
| 1. | 14 tháng 1 năm 2019 | Sân vận động Köpetdag, Ashgabat, Turkmenistan | CHDCND Triều Tiên | 1–0     | 3–1     | Vòng loại giải vô địch bóng đá thế giới 2022 |

## Đời tư
Titow là một người dân tộc Nga.